# Zen 5
Zen 5 ("Nirvana") és el nom d'una microarquitectura de CPU d'AMD, que es mostra al seu pla de treball al maig de 2022, llançada per a mòbils el juliol de 2024 i per a ordinadors de sobretaula l'agost de 2024. És el successor de Zen 4 i actualment es fabrica amb el procés N4P de TSMC. També es preveu que Zen 5 es fabriqui amb el procés N3E en el futur.
La microarquitectura Zen 5 impulsa els processadors d'escriptori Ryzen de la sèrie 9000 (amb nom en clau "Granite Ridge"), els processadors de servidor Epyc 9005 (amb nom en clau "Turin"), i els processadors mòbils prims i lleugers Ryzen AI 300 (amb nom en clau "Strix Point").

## Rerefons
El Zen 5 es va esmentar oficialment per primera vegada durant la presentació d'AMD Ryzen Processors: One Year Later el 9 d'abril de 2018.
Una guia de ruta mostrada durant el Dia de l'Analista Financer d'AMD el 9 de juny de 2022 va confirmar que el Zen 5 i el Zen 5c es llançarien en variants de 3 nm i 4 nm el 2024. Els primers detalls sobre l'arquitectura del Zen 5 prometien un "front end i un problema amplis redissenyats" amb "optimitzacions integrades d'IA i aprenentatge automàtic".
Durant la conferència de resultats del quart trimestre del 2023 d'AMD el 30 de gener de 2024, la CEO d'AMD, Lisa Su, va declarar que els productes Zen 5 "arribarien a la segona meitat de l'any".

## Arquitectura

Fotografia a troquel d'un AMD Ryzen 5 9600X amb una microarquitectura Zen 5

Zen 5 és un redisseny complet de Zen 4 amb un front-end més ampli, un rendiment de coma flotant més elevat i una predicció de ramificació més precisa.

### Procés de fabricació
El Zen 5 es va dissenyar tenint en compte els processos de 4 nm i 3 nm. Això va actuar com una pòlissa d'assegurança per a AMD en cas que la producció en massa dels nodes N3 de TSMC s'enfrontés a retards, problemes significatius de defectes de les oblies o problemes de capacitat. Un analista de la indústria va estimar que els rendiments inicials de les oblies N3 serien del 55%, mentre que altres van estimar que els rendiments serien similars als de l'N5, entre el 60 i el 80%. ] A més, Apple, com a client més gran de TSMC, té accés prioritari als nodes de procés més recents. El 2022, Apple va ser responsable del 23% dels ingressos totals de 72.000 milions de dòlars de TSMC. Després que l'N3 comencés a augmentar a finals del 2022, Apple va comprar la totalitat de la capacitat de producció inicial d'oblies N3B de TSMC per fabricar els seus SoC A17 i M3. Els processadors d'escriptori i servidor Zen 5 continuen utilitzant el node N6 per a la fabricació de matrius d'E/S.
Els CCD (Core Complex Dies) de Zen 5 es fabriquen al node N4X de TSMC, que està pensat per adaptar-se a freqüències més altes per a aplicacions de computació d'alt rendiment (HPC). Els processadors mòbils basats en Zen 4 es van fabricar al node N4P, que està més orientat a l'eficiència energètica. N4X manté la compatibilitat IP amb N4P i ofereix un guany de freqüència del 6% respecte a N4P a la mateixa potència, però té el compromís d'una fuita moderada. En comparació amb el node N5 utilitzat per produir CCD Zen 4, N4X pot permetre freqüències fins a un 15% més altes mentre funciona a 1,2 V.
El CCD Zen 5, amb nom en clau "Eldora", té una mida de matriu de 70,6 mm², una reducció del 0,5% en l'àrea respecte al CCD de 71 mm² del Zen 4, alhora que aconsegueix un augment del 28% en la densitat de transistors a causa del node de procés N4X. El CCD del Zen 5 conté 8.315 milions de transistors en comparació amb els 6.500 milions de transistors del CCD del Zen 4. La mida d'un nucli individual del Zen 5 és en realitat més gran que la d'un nucli del Zen 4, però el CCD s'ha reduït mitjançant la reducció de la memòria cau L3. La matriu monolítica utilitzada pels processadors mòbils "Strix Point", fabricada al node N4P de menor potència de TSMC, mesura 232,5 mm² d'àrea.

## Part frontal (usuari)

### Predicció de branques
Els canvis de Zen 5 en la predicció de ramificacions són la divergència més significativa respecte a qualsevol microarquitectura Zen anterior. El predictor de ramificacions en un nucli intenta predir el resultat quan hi ha camins de codi divergents. El predictor de ramificacions de Zen 5 és capaç d'operar de dos en endavant, on pot predir fins a dues ramificacions per cicle de rellotge. Les arquitectures anteriors estaven limitades a una instrucció de ramificació per cicle de rellotge, cosa que limitava el rendiment de recuperació d'instruccions dels programes amb molta ramificació. Els predictors de ramificacions de dos en endavant s'han discutit en investigacions acadèmices que es remunten a l'article d'André Seznec et al. de 1996 "Predictors de ramificacions de blocs múltiples". 28 anys després de la seva primera proposta en investigacions acadèmices, l'arquitectura Zen 5 d'AMD es va convertir en la primera microarquitectura a implementar completament la predicció de ramificacions de dos en endavant. L'augment de la precàrrega de dades ajuda el predictor de ramificacions.

### Motors d'execució

#### Unitats enteres
Zen 5 conté 6 unitats aritmètiques lògiques (ALU), en comparació amb les 4 ALU de les arquitectures Zen anteriors. Un nombre més gran d'ALU que gestionen operacions amb enters comuns pot augmentar el rendiment d'enters escalars per cicle en un 50%.

#### Motors vectorials i instruccions
El motor vectorial de Zen 5 inclou 4 canonades de coma flotant en comparació amb les 3 canonades de Zen 4. Zen 4 va introduir instruccions AVX-512. Les capacitats de l'AVX-512 s'han ampliat amb Zen 5 amb una duplicació de l'amplada de la canonada de coma flotant a una ruta de dades de coma flotant nativa de 512 bits. La ruta de dades AVX-512 es pot configurar segons el producte. Els processadors d'escriptori Ryzen de la sèrie 9000 i els processadors de servidor EPYC 9005 presenten la ruta de dades completa de 512 bits, però els processadors mòbils Ryzen AI 300 presenten una ruta de dades de 256 bits per reduir el consum d'energia. La instrucció AVX-512 s'ha ampliat a les instruccions VNNI/VEX. A més, hi ha un major rendiment de bfloat16 cosa que és beneficiosa per a les càrregues de treball d'IA.

### Memòria cau

#### L1
El front-end més ampli de l'arquitectura Zen 5 necessita memòries cau més grans i un ample de banda de memòria més elevat per tal de mantenir els nuclis alimentats amb dades. La memòria cau L1 per nucli augmenta de 64 KB a 80 KB per nucli. La memòria cau d'instruccions L1 es manté igual a 32 KB però la memòria cau de dades L1 ha augmentat de 32 KB a 48 KB per nucli. A més, també s'ha duplicat l'amplada de banda de la memòria cau de dades L1 per a canonades d'unitats de coma flotant de 512 bits. L'associativitat de la memòria cau de dades L1 ha augmentat de 8 vies a 12 vies per adaptar-se a la seva mida més gran.

#### L2
La memòria cau L2 es manté a 1 MB però la seva associativitat ha augmentat de 8 vies a 16 vies. Zen 5 també té un ample de banda de memòria cau L2 duplicat de 64 bytes per rellotge.

#### L3
La memòria cau L3 s'omple amb víctimes de la memòria cau L2 i errors en vol. La latència per accedir a la memòria cau L3 s'ha reduït en 3,5 cicles. Un dau complex de nuclis (CCD) Zen 5 conté 32 MB de memòria cau L3 compartida entre els 8 nuclis. Als CCD de memòria cau V 3D del Zen 5, una peça de silici que conté 64 MB de memòria cau L3 addicionals es col·loquen sota els nuclis en lloc de sobre com en generacions anteriors per a un total de 96 MB.  Això permet una major freqüència del nucli en comparació amb les implementacions de memòria cau V 3D de la generació anterior que eren sensibles a voltatges més alts. El Ryzen 7 9800X3D basat en Zen 5 té 500 MHz ha augmentat la freqüència base respecte al Ryzen 7 7800X3D basat en Zen 4 i permet l'overclocking per primera vegada.
Les APU Ryzen AI 300, amb nom en clau "Strix Point", inclouen 24 MB de memòria cau L3 total que es divideix en dues matrius de memòria cau separades. 16 MB de memòria cau L3 dedicada és compartida pels 4 nuclis Zen 5 i 8 MB és compartit pels 8 nuclis Zen 5c. Els nuclis Zen 5c no poden accedir als 16 Matriu de memòria cau L3 de MB i viceversa.
| Memòria cau     | Memòria cau      | Zen 4                                 | Zen 5                                 |
| --------------- | ---------------- | ------------------------------------- | ------------------------------------- |
| L1 Dades        | Mida             | 32 KB                                 | 48 KB                                 |
| L1 Dades        | Associativitat   | 8 vies                                | 12 vies                               |
| L1 Dades        | Amplada de banda | 32B/clk                               | 64B/clk                               |
|                 |                  |                                       |                                       |
| L1 Instruccions | Mida             | 32 KB                                 | 32 KB                                 |
| L1 Instruccions | Associativitat   | 8 vies                                | 8 vies                                |
| L1 Instruccions | Amplada de banda | 64B/clk                               | 64B/clk                               |
|                 |                  |                                       |                                       |
| L2              | Mida             | 1 MB                                  | 1 MB                                  |
| L2              | Associativitat   | 8 vies                                | 16 vies                               |
| L2              | Amplada de banda | 32B/clk                               | 64B/clk                               |
|                 |                  |                                       |                                       |
| L3              | Mida             | 32 MB                                 | 32 MB                                 |
| L3              | Associativitat   | 16 vies                               | 16 vies                               |
| L3              | Amplada de banda | Lectura de 32B/clk Escriptura 16B/clk | Lectura de 32B/clk Escriptura 16B/clk |